# Curse
Curse, właśc. Michael Sebastian Kurth (ur. 6 września 1978) − niemiecki raper z Minden.

## Dyskografia

### Albumy
- 2000: Feuerwasser (Jive Records)
- 2001: Von Innen Nach Aussen (Jive Records)
- 2003: Innere Sicherheit  (Jive Records)
- 2005: Sinnflut (Alles Real Records)
- 2006: Einblick zurück! (Alles Real Records)
- 2008: Freiheit (Alles Real Records)
- 2014: Uns
- 2018: Die Farbe von Wasser

### Single
- 1999: Doppeltes Risiko/Kreislauf
- 1999: Sonnenwende/Erfolg (Vinyl)
- 1999: '99 Essenz EP (EP)
- 2000: Wahre Liebe
- 2000: Hassliebe
- 2001: Lass Uns Doch Freunde Sein
- 2001: Warum Nicht?
- 2003: Hand Hoch
- 2003: Widerstand (feat. Gentleman)
- 2003: Und was ist jetzt?
- 2003: Feuer über Deutschland
- 2005: Gangsta Rap
- 2006: Struggle
- 2008: Freiheit
- 2008: Bis zum Schluss (feat. Silbermond)
- 2009: Wenn ich die Welt aus dir erschaffen könnte